# JVLIVS III
Albums de SCH
JVLIVS Prequel : Giulio
(2024)
Singles
1. Stigmates
Sortie : 30 octobre 2024
2. La pluie
Sortie : 28 novembre 2024

JVLIVS III (de son titre complet JVLIVS : Tome 3 - Ad Finem) est le 7e album studio du rappeur français SCH, sorti le 6 décembre 2024 sous le label Maison Baron Rouge.

## Génèse
Le 17 octobre 2024, SCH publie le clip de Batterie vide, l'outro de son album précédent JVLIVS Prequel : Giulio où la date du 30 octobre est affichée à la fin. En parallèle, il indique sur les réseaux qu'il donne rendez-vous à cette date à ses fans sans en dire davantage.
Le 22 du même mois, il déclare qu'il s'agit de la sortie du titre Stigmates. Le 26 octobre, il annonce le projet JVLIVS III : Ad Finem sans date de sortie mais dont les précommandes débuteront le 30 octobre, date de sortie de Stigmates, qui s'avère être le premier single de l'album,. Le 27 octobre sont annoncées trois versions de pochette de l'album.
Le 30 octobre, lors de la publication du clip de Stigmates, on apprend que la sortie du projet est prévue pour le 6 décembre 2024. Le 21 novembre, SCH annonce la liste des titres de l'album.
Le 28 novembre, soit une semaine avant la sortie officiel du projet, il sort une session live du morceau La pluie dans ce qui semble être un décor d'église.
Le 2 décembre, quatre jours avant la sortie de l'album, est organisé le concerto JVLIVS au théâtre du Châtelet, concert dont une partie était dédiée à la présentation en avant-première de certains titres de l'album en version symphonique,.

## Format
L'album est composé de 18 titres. À sa sortie, en plus de la version numérique, le projet paraît en version physique sous trois éditions : Jour d'octobre, Ego Sum et Avversita. Ces versions physiques comptent un titre bonus : Hells Angels.

## Liste des titres
| 1.    | Intro - Ego Sum                      | Guilherme Alves, Luc Blanchot, SCH                                         | 1:08 |
| 2.    | Stigmates                            | Seezy, Vito Bendinelli                                                     | 4:53 |
| 3.    | Le taulier                           | 2K, Gancho                                                                 | 2:02 |
| 4.    | Dans la tête                         | Bvker, SCH, Vito Bendinelli                                                | 3:29 |
| 5.    | Interlude - Avversita                | Augustin Charnet, Guilherme Alves, Lawrence, Luc Blanchot, Vito Bendinelli | 0:48 |
| 6.    | Miroirs                              | SCH, Vito Bendinelli, Woosbad                                              | 3:06 |
| 7.    | Deux mille                           | Cameliro, La Folie, Yuo                                                    | 3:15 |
| 8.    | Soldi famiglia (feat. Sfera Ebbasta) | Freaky Joe, Trizy                                                          | 4:14 |
| 9.    | Multirécidiviste                     | 2K, Gancho, Vito Bendinelli                                                | 3:18 |
| 10.   | D'hier à aujourd'hui                 | Plyer, Vito Bendinelli                                                     | 2:57 |
| 11.   | Rose noire                           | 2K, Gancho, SCH                                                            | 3:36 |
| 12.   | 02:00 (feat. Damso)                  | Plyer, Vito Bendinelli                                                     | 3:17 |
| 13.   | La pluie                             | Amakuno, Manu Manu, Seezy                                                  | 3:02 |
| 14.   | Anamnèse                             | Geo On The Track                                                           | 2:58 |
| 15.   | Quartiers nord                       | Seezy, Skalpovich                                                          | 2:58 |
| 16.   | Interlude - Jour d'octobre           | Seezy, Augustin Charnet, Guilherme Alves                                   | 3:02 |
| 17.   | Missiles                             | Benjamin Boukris, SCH                                                      | 4:16 |
| 18.   | Lumière blanche (Ad Finem)           | Seezy                                                                      | 4:30 |
| 56:49 |                                      |                                                                            |      |

| 19. | Hells Angels | Tagless, Seezy | 2:38 |

## Réception

### Ventes
Trois jours après sa sortie, il est annoncé que le projet s'est écoulé à 31 539 copies. Après une semaine d’exploitation, il cumule 48 319 ventes.

## Clips vidéo
- Stigmates : 30 octobre 2024[12]
- La pluie : 28 novembre 2024[13]

## Titres certifiés en France
- 02:00 (feat. Damso):  Or[14]
- La  pluie :  Or[15]
- Stigmates :  Or[16]

## Classements et certifications

### Classement par pays
| Classements (2024)           | Meilleure position |
| ---------------------------- | ------------------ |
| Belgique (Flandre Ultratop)  | 123                |
| Belgique (Wallonie Ultratop) | 1                  |
| France (SNEP)                | 1                  |
| Suisse (Schweizer Hitparade) | 1                  |

### Certifications et ventes
| Région        | Certification | Ventes/Streams |
| ------------- | ------------- | -------------- |
| France (SNEP) | Platine       | 119 100        |